# Amphitheater-Gletscher
Der Amphitheater-Gletscher ist ein mit Moränenschutt überlagerter Gletscher im ostantarktischen Viktorialand. Im Osten der Royal Society Range fließt er vom Talkessel The Amphitheatre in nördlicher Richtung zum Roaring Valley.
Die Untersuchungsmannschaft der New Zealand Geographical Society benannte ihn im Zuge einer von 1977 bis 1978 dauernden Forschungskampagne in Anlehnung an die Benennung des Talkessels, dessen Form an ein antikes Amphitheater erinnert.